# 干崖土司

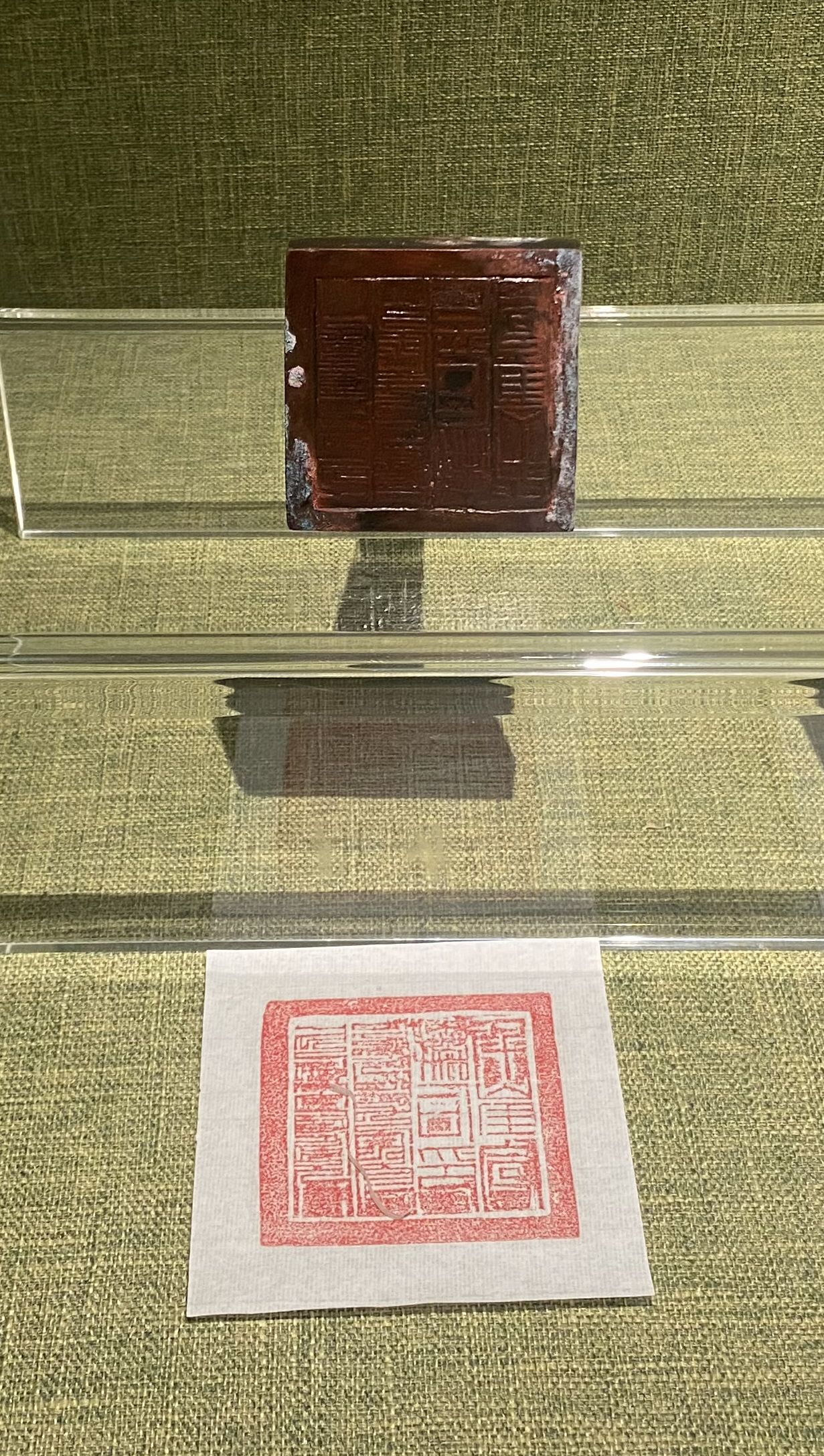
德宏州博物馆藏干崖宣抚司印复制品

干崖土司是明、清、民国时期的世袭土司，位于今云南省德宏傣族景颇族自治州盈江县境内。

## 历史
干崖旧名干赖赕，元朝时属镇西路。干崖土司制度形成于明朝，其始祖郗忠国原籍南京上元县，在明洪武年间从征缅甸有功，被封为干崖千夫长。永乐元年（1403年），设干崖长官司。后获赐姓刀。正统九年（1444年），升为干崖宣抚司。干崖土司共世袭二十四代。

## 历任干崖土司
| 世代       | 姓名   | 在任期间       | 备注                                 |
| ---------- | ------ | -------------- | ------------------------------------ |
| 第一代     | 郗忠国 | 1403年－1422年 |                                      |
| 第二代     | 郗曩恋 | 1422年－1444年 | 郗忠国之子                           |
| 第三代     | 刀怕便 | 1444年－1470年 | 郗曩恋之子，长官司升为宣抚司         |
| 第四代     | 刀怕率 | 1470年－1486年 | 刀怕便之子                           |
| 第五代     | 刀怕轰 | 1486年－1498年 | 刀怕率之子                           |
| 第六代     | 刀怕开 | 1498年－1518年 | 刀怕轰之子                           |
| 第七代     | 刀怕乐 | 1518年－1545年 | 刀怕开之子                           |
| 第八代     | 刀怕元 | 1545年－1584年 | 刀怕乐之子                           |
| 第九代     | 刀怕举 | 1584年－1600年 | 刀怕元之侄                           |
| 第十代     | 刀怕瑄 | 1600年－1626年 | 刀怕举之子                           |
| 第十一代   | 刀定边 | 1626年－1650年 | 刀怕瑄之子，与其子镇国一同被清兵所杀 |
| 第十二代   | 刀镇国 | 1650年－1661年 | 刀定边之子，与其父一同被清兵所杀     |
| 第十三代   | 刀建勋 | 1661年－1680年 | 刀镇国次子                           |
| 第十四代   | 刀秉忠 | 1680年－1696年 | 刀建勋之子                           |
| 第十五代   | 刀捷泰 | 1696年－1730年 | 刀秉忠之子                           |
| 第十六代   | 刀鸿业 | 1730年－1754年 | 刀捷泰之子                           |
| 第十七代   | 刀得众 | 1754年－1788年 | 刀鸿业之子                           |
| 第十八代   | 刀绍益 | 1788年－1838年 | 刀得众之子                           |
| 第十九代   | 刀元榮 | 1838年－1858年 | 刀绍益之子                           |
| 第二十代   | 刀榮彥 | 1858年－1868年 | 刀元榮之弟                           |
| 第二十一代 | 刀元廷 | 1868年－1888年 | 刀榮彥次子                           |
| 第二十二代 | 刀安仁 | 1892年－1909年 | 刀元廷之子                           |
| 第二十三代 | 刀京版 | 1909年－1930年 | 刀安仁长子，死于文革                 |
| 第二十四代 | 刀承钺 | 1930年－1949年 | 刀京版长子，追随国民政府迁往台湾     |